# Nein!
Nein! – czwarty singiel Sido z albumu Ich und meine Maske. Premiera odbyła się dnia 2 stycznia 2009. W utworze oprócz Sido usłyszeć można również Doreen (życiową partnerkę Sido).